# Pablo Lastras
Pablo Lastras García (San Martín de Valdeiglesias, 20 gennaio 1976) è un dirigente sportivo ed ex ciclista su strada spagnolo. Passista, professionista dal 1998 al 2015, vinse una tappa al Tour de France, una al Giro d'Italia e tre alla Vuelta a España. Dal 2017 è direttore sportivo del Movistar Team

## Carriera
Passò professionista nel 1998 con la Banesto, rimanendo alla corte di Eusebio Unzué, attraverso i diversi cambi di denominazione del team, per diciotto stagioni consecutive, fino al 2015.
Né velocista né scalatore, al pari dei connazionali José Vicente García e Juan Antonio Flecha è stato spesso protagonista delle fughe che caratterizzano le tappe ondulate dei grandi giri. Con lunghe azioni da lontano riuscì infatti ad aggiudicarsi frazioni in tutte e tre le più grandi corse a tappe: una al Tour de France, una al Giro d'Italia e tre alla Vuelta a España. Minori successi riscosse nelle classiche internazionali: tra i migliori risultati spicca il terzo posto nel Giro di Lombardia 2010. Si aggiudicò inoltre una tappa al Tour de Suisse, una Vuelta a Burgos e una Vuelta a Andalucía.
Ritiratosi dall'attività a fine 2015, nel 2017 ha assunto il ruolo di direttore sportivo per la sua ultima squadra, il Movistar Team; dal 2020 è direttore sportivo anche della formazione femminile, il Movistar Team Women.

## Palmarès
- 1997 (Banesto, una vittoria)

Memorial Manuel Galera
- 1999 (Banesto, due vittorie)

2ª tappa GP Internacional de Torres Vedras (Lisbona > Lisbona)
12ª tappa Giro del Portogallo (Lordelo > Águeda)
- 2000 (Banesto, una vittoria)

4ª tappa Volta ao Minho (Esposende > Fafe)
- 2001 (Banesto, due vittorie)

11ª tappa Giro d'Italia (Bled > Gorizia)
Memorial Manuel Galera
- 2002 (Banesto, due vittorie)

9ª tappa Vuelta a España (Córdoba > Córdoba)
11ª tappa Vuelta a España (Alcobendas > Collado Villalba)
- 2003 (Banesto, due vittorie)

18ª tappa Tour de France (Bordeaux > Saint-Maxent)
Classifica generale Vuelta a Burgos
- 2005 (Illes Balears - Caisse d'Epargne, una vittoria)

8ª tappa Giro di Svizzera (Lenk > Verbier)
- 2007 (Caisse d'Epargne, una vittoria)

6ª tappa Eneco Tour (Beek > Landgraaf)
- 2008 (Caisse d'Epargne, una vittoria)

Classifica generale Vuelta a Andalucía
- 2011 (Movistar Team, una vittoria)

3ª tappa Vuelta a España (Petrer > Totana)

### Altri successi
- 2001 (Banesto)

4ª tappa Volta a Portugal (Loulé > Tavira, cronosquadre)
- 2002 (Banesto)

1ª tappa Volta a Portugal (Maia, cronosquadre)
- 2003 (Banesto)

2ª tappa Vuelta a Castilla y León (Venta de Baños, cronosquadre)
- 2004 (Illes Balears - Banesto, una vittoria)

1ª tappa Vuelta a Catalunya (Salou, cronosquadre)
- 2008 (Caisse d'Epargne)

Classifica combattività Vuelta a Andalucía
Criterium Manuel Beltran
- 2011 (Movistar Team)

3ª tappa Vuelta a Burgos (Pradoluengo > Belorado, cronosquadre)
- 2012 (Movistar Team)

1ª tappa Vuelta a España (Pamplona, cronosquadre)

## Piazzamenti

### Grandi Giri
- Giro d'Italia

2001: 49º
2007: 42º
2008: 64º
2009: 45º
2010: 113º
2011: 38º
2012: ritirato (6ª tappa)
2013: 85º
- Tour de France

2003: 67º
- Vuelta a España

2002: 17º
2003: 55º
2004: 38º
2005: 19º
2006: 48º
2011: 44º
2012: 74º
2013: ritirato (13ª tappa)

### Classiche monumento
- Milano-Sanremo

1999: ritirato
2004: 38º
2006: 61º
2007: 25º
2008: 72º
2010: 20º
2011: 26º
2012: 28º
2013: ritirato
- Giro delle Fiandre

2002: ritirato
2003: ritirato
2004: 121º
2012: 98º
- Parigi-Roubaix

2003: ritirato
2004: ritirato
2012: ritirato
- Liegi-Bastogne-Liegi

2003: ritirato
2004: 79º
2012: squalificato
2013: ritirato
- Giro di Lombardia

2001: ritirato
2002: 7º
2003: ritirato
2004: 46º
2005: 30º
2006: 41º
2007: 43º
2008: 58º
2009: 34º
2010: 3º
2011: ritirato
2012: ritirato

### Competizioni mondiali
- Campionati del mondo

Quito 1994 - In linea Juniores: 11º
Lugano 1996 - In linea Under-23: 33º
Zolder 2002 - In linea Elite: 159º
Copenaghen 2011 - In linea Elite: 97º
Limburgo 2012 - In linea Elite: ritirato